# Ummeliata
Ummeliata es un género de arañas araneomorfas de la familia Linyphiidae. Se encuentra en la zona paleártica.

## Lista de especies
Según The World Spider Catalog 12.0:
- Ummeliata angulituberis (Oi, 1960)
- Ummeliata erigonoides (Oi, 1960)
- Ummeliata feminea (Bösenberg & Strand, 1906)
- Ummeliata insecticeps (Bösenberg & Strand, 1906)
- Ummeliata onoi Saito, 1993
- Ummeliata osakaensis (Oi, 1960)
- Ummeliata saitoi Matsuda & Ono, 2001
- Ummeliata sibirica (Eskov, 1980)